# Mikoyan-Gourevitch MiG-8
Le MiG-8 ou Outka (canard en russe) est un avion expérimental conçu juste après la Seconde Guerre mondiale pour valider certains principes.

## Historique et développement
À la fin de la Seconde Guerre mondiale les responsables de l'OKB décidèrent de concevoir un avion expérimental à formule canard permettant de « vérifier la maniabilité et la stabilité en vol des machines de cette formule » (Mikoyan et Gourevitch 1946) tout en ayant une voilure à forte flèche (20°).
L'hélice propulsive ne soufflait pas les gouvernes à basse vitesse ce qui se rapprochait des conditions de décollage des avions à réaction dont le domaine de vol n'avait pas été tout à fait exploré. Le cahier des charges précisait que l'appareil devait permettre d'étudier les domaines tels que « la maniabilité, le roulage, le décollage et l'atterrissage dans des conditions d'absence de soufflage de l'hélice sur les gouvernes ». 
Le MiG-8 était un avion très stable, du fait de ses qualités de pilotage et de son faible coût il fut proposé à l'Aeroflot mais celle-ci refusa l'offre. Il a ensuite servi d'avion de liaison au sein de l'OKB durant plusieurs années.